# Liste der Monuments historiques in Le Veurdre
Die Liste der Monuments historiques in Le Veurdre führt die Monuments historiques in der französischen Gemeinde Le Veurdre auf.

## Liste der Bauwerke

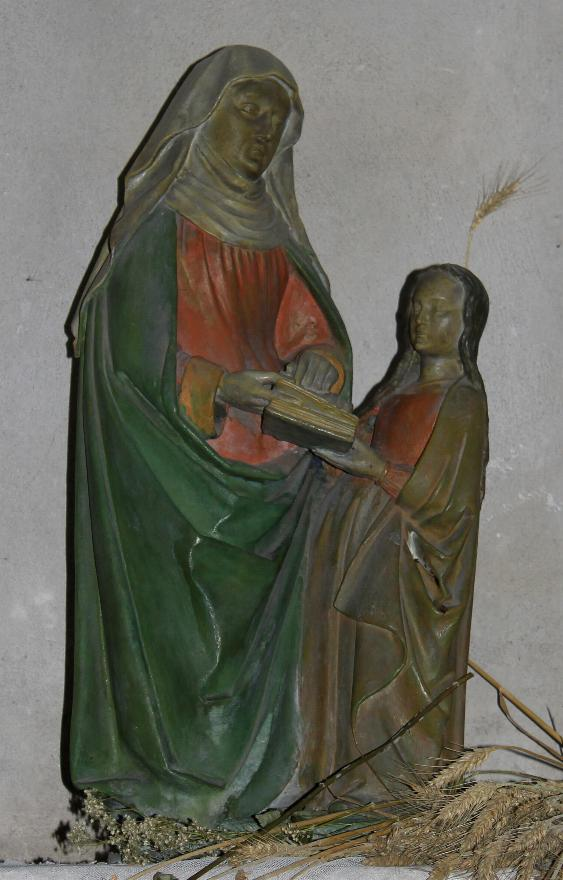
Skulptur Unterweisung Mariens (Monument historique)

| Bezeichnung                                  | Beschreibung                       | Standort                | Kennzeichnung | Schutzstatus | Datum | Bild |
| -------------------------------------------- | ---------------------------------- | ----------------------- | ------------- | ------------ | ----- | ---- |
| Kapelle St-Mayol (Fotos in der Base Mérimée) | Erbaut im 12. Jahrhundert          | Rue Saint-Mayeul (Lage) | PA00093337    | Classé       | 1974  |      |
| Château de la Beaume                         | Schloss, erbaut im 18. Jahrhundert | (Lage)                  | PA00093415    | Inscrit      | 1991  |      |
| Château de Beauregard                        | Schloss, erbaut im 18. Jahrhundert | (Lage)                  | PA00093416    | Inscrit      | 1991  |      |

## Liste der Objekte
- Monuments historiques (Objekte) in Le Veurdre in der Base Palissy des französischen Kultusministeriums